# Lutjebroek
Lutjebroek est un village de la commune néerlandaise de Stede Broec, dans la province de la Hollande-Septentrionale. En 2005, le village comptait 8 447 habitants.